# Jehoszua Łęczner
Jehoszua Łęczner (zm. 25 kwietnia 1873) – rabin chasydzki, od 1843 cadyk z Ostrowi Mazowieckiej.
Był synem Szlomo Jehudy z Łęcznej, zięciem Cwi Menachema Meizelsa i teściem Meira Szlomo Jehudy Rabinowicza. Początkowo był uczniem ojca, a następnie uczniem i zwolennikiem Szaloma z Bełza. Przez wiele lat był rabinem Ostrowi Mazowieckiej, gdzie od 1843 był cadykiem. Autor tomu zbierającego wykłady jego ojca Toldot Adam. 
Pochowany jest na cmentarzu żydowskim przy ulicy Okopowej w Warszawie (kwatera 12, rząd 22).